# باربارا کرامپتون
باربارا کرامپتون (انگلیسی: Barbara Crampton؛ زادهٔ ۲۷ دسامبر ۱۹۵۸) یک هنرپیشه اهل ایالات متحده آمریکا است. وی از سال ۱۹۸۳ میلادی تاکنون مشغول فعالیت بوده است.

## فیلم‌شناسی
- احیاگر (۱۹۸۵)
- ترنسرها ۲ (۱۹۹۱)
- تو بعدی هستی (۲۰۱۱)
- ما هنوز اینجاییم (۲۰۱۵)
- داستان‌های هالووین (۲۰۱۵)
- خواهر کوچک (۲۰۱۶)
- استاد عروسکی: ریچ کوچک (۲۰۱۸)
- گوشت مناسب (۲۰۲۳)

### تلویزیون
- روزهای زندگی ما (۱۹۸۴–۱۹۸۳)
- سانتا باربارا (۱۹۸۴)
- جسور و زیبا (۱۹۹۸–۱۹۹۵)